# هندسة المنحنيات التفاضلية

هندسة المنحنيات التفاضلية (بالإنجليزية: differential geometry of curves)‏ هي فرع من الهندسة يهتم بالمنحنيات الملساء في المستوي والفضاء الاقليدي باستعمال طرائق حسبان التفاضل والتكامل.
ابتداء من العصور القديمة، قد حققت العديد من المنحنيات ملموسة بدقة باستخدام نهج الاصطناعية. الهندسة التفاضلية يأخذ طريقا آخر: يتم تمثيل المنحنيات في الصيغة البارامترية، و خصائصها الهندسية و كمياتها المختلفة والمرتبطة بها، مثل الانحناء وطول القوس، و يعبر بها عن طريق المشتقات و التكامل باستعمال حساب التفاضل والتكامل للمتجهات. واحدة من أهم الأدوات المستخدمة لتحليل منحنى هو الإطار Frenet ، إطار التحرك الذي يوفر نظام الإحداثيات في كل نقطة من المنحنى وهذا هو «أفضل تكييفها» ل منحنى قرب تلك النقطة.
نظرية المنحنيات هي أبسط من ذلك بكثير و أضيق نطاقا من نظرية السطوح والتعميمات في الفضاءات ذات الابعاد العليا، لأن المنحنى المنتظم في الفضاء الإقليدي لا يوجد لديه جوهرالهندسة intrinsic geometry. أي منحنى منتظم يمكن ان يكون بارامتريا بواسطة طول القوس ( في وضع الباراميتري الطبيعي ) . ان منحنيات الفضاء المختلفة تميز فقط من خلال الطريقة التي تثبت و تطور. من الناحية الكمية، وهذا يقاس بثوابت الهندسة التفاضلية يسمى انحناء و التواء المنحنى. النظرية الأساسية في منحنيات تؤكد أن معرفة هذه الثوابت يحدد تماما المنحنى.